# Station Węgliniec Dworzec Mały
Station Węgliniec Dworzec Mały is een spoorwegstation in de Poolse plaats Węgliniec.